# Самсонове (Бойківська селищна громада)
Самсо́нове — село в Україні, у Бойківській громаді Кальміуського району Донецької області. Населення — 392 особи (2001).

## Загальні відомості
Розташоване на правому березі р. Грузький Яланчик. Відстань до райцентру становить близько 20 км і проходить автошляхом Т 0508. Землі села межують із територією с. Вітава Новоазовського району Донецької області. Біля села розташований один із чотирьох відділів Українського державного степового заповідника Хомутовський степ.
Перебуває на території, яка тимчасово окупована російськими терористичними військами.

## Символіка
Срібна тонка хвиляста балка перетинає щит на зелене та золоте поля; зелене поле обтяжене золотим диким конем, що біжить; золоте поле обтяжене трьома червоними тонколистими півоніями із зеленими стеблами та листям (2:1).
Зелене поле символізує степ. Золоте поле символізує сонце та відсилає до самої назви (Самсон - שִׁמְשׁוֹן‎ "сонячний" івритом). Півонія тонколиста, або вузьколиста, та кінь - є символами Хомутовського степу, який безпосередньо прилягає до Самсонового.
Срібна хвиляста балка є річкою Грузький Єланчик, що розділяє село та Хомутовський степ.

## Історія
З кінця 1934 року село входило до складу новоутвореного Остгеймського району, який 1935 року перейменували у Тельманівський на честь лідера німецьких комуністів Ернста Тельмана. У 2016 році в рамках декомунізації в Україні адміністративна одиниця перейменована рішенням Верховної Ради України у Бойківський район. 2020 року у процесі адміністративно-територіальної реформи Бойківський район увійшов до складу Кальміуського району.

## Населення
За даними перепису 2001 року населення села становило 392 особи, із них 88,78 % зазначили рідною мову українську та 11,22 % — російську.